# پاستتن
پاستتن (به آلمانی: Pastetten) یک شهر در آلمان است که در بایرن واقع شده‌است.

## خصوصیات
پاستتن ۲۲٫۰۵ کیلومترمربع مساحت دارد ۵۰۸-۵۵۸ متر بالاتر از سطح دریا واقع شده‌است.